# 고잎풀과
고잎풀과(---科, 학명: Namaceae 나마케아이[*])는 지치목의 과이다. 과거에는 지치과 아래의 고잎풀아과(Namoideae)로 분류하기도 했으나, 지치목 워킹 그룹(Boraginales Working Group)의 2016년 분류에서는 분자계통학적 근거에 따라 별개의 과로 재분류했다.

## 하위 분류
- 고잎풀속(Nama L.)
- Eriodictyon Benth.
- Turricula J.F.Macbr.
- Wigandia Kunth